# Santi Garcia i Gruartmoner
Santi Garcia i Gruartmoner (Sant Feliu de Guíxols, 1979) és un músic i productor musical català. És fundador i responsable des del 2004, juntament amb el seu germà Víctor Garcia com a masteritzador, de l'estudi de gravació Ultramarinos Costa Brava, referent internacional de la música hardcore, punk rock i rock alternatiu.
Amb més de 600 discos produïts des del 1995, ha tingut l'oportunitat de treballar amb projectes d'altres estils: de l'indie pop de La Habitación Roja al pop electrònic de Delorean, passant per El Corazón del Sapo, The New Raemon, Standstill, Nueva Vulcano, Toundra, Za!, The Unfinished Sympathy, Moksha, Joan Colomo, Daniel Higgs, Bullitt, Viva Belgrado, Orchestra Fileduche, Tokyo Sex Destruction, Aina, Los Tiki Phantoms, Ràbia Positiva, Jeremy Enigk, Gatibu, Cala Vento, Berri Txarrak, Eduard Canimas, Jaume Sisa, Zea Mays, Els Surfing Sirles, Aliment, Rosa-Luxemburg, Niño de Elche, Tano!, The Capaces, Crim o Habeas Corpus, entre d'altres.
| «              | El que més m'agrada, el que fa que tot tingui sentit, és gravar un bon disc amb una banda que comença i veure que gràcies a el disc creixen i que agafen confiança en si mateixos i influencien a altres bandes novells. Això és canela fina. | » |
| — Santi Garcia | |   |

## Trajectòria
Fill d'una família vinculada al món de la restauració, tenia 12 anys quan es va plantar a la ràdio municipal per dir al director que volia treballar-hi. Va ser a l'emissora on va brotar la seva gran passió: l'enregistrament sonor. A Ràdio Sant Feliu va gaudir fent el muntatge de falques publicitàries, jugant amb els magnetòfons de bobina oberta i enganxant cintes de casset per a fer introduccions.
Tanmateix, la llavor de tot plegat va ser el seu programa radiofònic Els Inaudits, els dissabtes a la nit. La proposta acollia actuacions musicals de bandes i el jove locutor va tenir la idea de comprar una gravadora de 4 pistes per tal d'enregistrar-les: «vaig començar a gravar per accident, perquè la gent m'ho demanava». Cada cop rebia més encàrrecs i Santi Garcia anava comprant més i més aparells per a gravar: un 8 pistes de cinta, un 24 pistes d'una polzada, compressors i microfonia. I anava canviant d'emplaçament: de locals d'assaig i garatges als vestuaris de l'antic camp de futbol, passant pel menjador del restaurant Els Estanys dels seus pares, a Platja d'Aro, o una fàbrica de suro abandonada.
Paral·lelament al creixement de l'estudi de gravació, a mitjan dècada del 1990, també naixien d'altres factors que catapultaven Guíxols com la meca del hardcore dels Països Catalans. D'una banda, des de 1994 l'espai per a concerts autogestionat l'Atzavara i, d'altra banda, des del 1997 el  Sant Feliu Hardcore Fest, que va passar de les 250 persones del primer any a les 2.000 de la quarta edició.

Al mateix temps, Santi Garcia era el guitarra i cantant de la seva banda punk rock de tota la vida, No More Lies, que sempre ha editat amb la discogràfica BCore Disc, i després del grup Vistalegre.
| «              | M'agrada que les coses sonin fortes, clares i amb actitud. | » |
| — Santi García |                                                            |   |